# Irisbus Domino
L'Irisbus Domino est un autocar de grand tourisme produit par le constructeur italien Irisbus, filiale du groupe Fiat Industrial. Il est fabriqué en Italie dans l'usine de Valle Ufita.

## Historique
- La première version du Domino reposait sur un châssis de Fiat 370S à partir de 1988, carrossé par la société Carrozzeria Orlandi, il était baptisé Domino GTS. L'IVECO Domino GTS Orlandi, aussi connu sous la référence IVECO 391, d'une longueur standard de 12 mètres, il accueillait 53 passagers plus un guide et le conducteur. Il était équipé d'un moteur Iveco 8460.41N de 9.500 cm3 développant 276 kW (352 Ch).

- Une seconde version apparaît en 2001 qui prendra l'appellation Domino 2001. Orlandi fait désormais partie du groupe Iveco et son nom ne figure plus sur les carrosseries des autocars GT qui sortent de ses ateliers de Modène. Sa référence en interne est IVECO 397E.

- La troisième série de l'Irisbus New Domino a été dévoilée en juin 2007.

C'est Pininfarina, avec son style inimitable, qui a dessiné la carrosserie du nouveau modèle marquée par une paroi frontale très importante et des lignes fluides.
Cette série est, comme les précédentes, disponible en deux hauteurs, HD et HDH. Irisbus a choisi un groupe motopropulseur éprouvé, le FPT-Iveco Cursor 10, un moteur moderne conforme aux normes environnementales les plus exigeantes (Euro 5 ou EEV), et dont la fiabilité est à toute épreuve. Il est offert avec deux puissances : 380 et 450 Ch.
Avec un accès facile à l'avant, il dispose d'un large couloir grâce à sa largeur globale de 2,55 mètres. Les passagers peuvent se déplacer avec aisance. En outre, les dimensions extérieures du véhicule (12,4 mètres) permettent une plus grande distance entre les rangées de sièges, même dans les versions équipés pour transporter le nombre maximum de passagers.